# Елбетов, Тайманкул
Тайманкул Елбетов (каз. Тойманқұл Елбетов; 1894 год — 1987 год) — заведующий конефермой колхоза имени Ворошилова Байганинского района Актюбинской области, Казахская ССР. Герой Социалистического Труда (1948).

## Биография
Во время коллективизации вступил в сельскохозяйственную артель, позднее преобразованную в колхоз имени Ворошилова (позднее — колхоз «Булактыголь») Байганинского района. Трудился чабаном, старшим чабаном. В 1942 году был призван на фронт. Участвовал в обороне Ленинграда, потом воевал на Прибалтийском фронте. Во время одного из сражений получил серьёзное ранение.
После демобилизации возвратился в родной колхоз, где стал работать заведующим коневодческой фермой. В 1947 году под его руководством на ферме было выращено 100 жеребят от ста кобыл. Указом Президиума Верховного Совета СССР от 23 июля 1948 «за получение высокой продуктивности животноводства в 1947 году при выполнении колхозом обязательных поставок сельскохозяйственных продуктов и плана развития животноводства» удостоен звания Героя Социалистического Труда с вручением ордена Ленина и золотой медали «Серп и Молот».
Неоднократно участвовал во Всесоюзной выставке ВДНХ.
Скончался в 1987 году.
Награды
- Герой Социалистического Труда
- Орден Ленина
- Орден Отечественной войны 2 степени
- Медаль «За оборону Ленинграда»
- Медаль «За победу над Германией в Великой Отечественной войне 1941—1945 гг.»